# Biggetalsperre

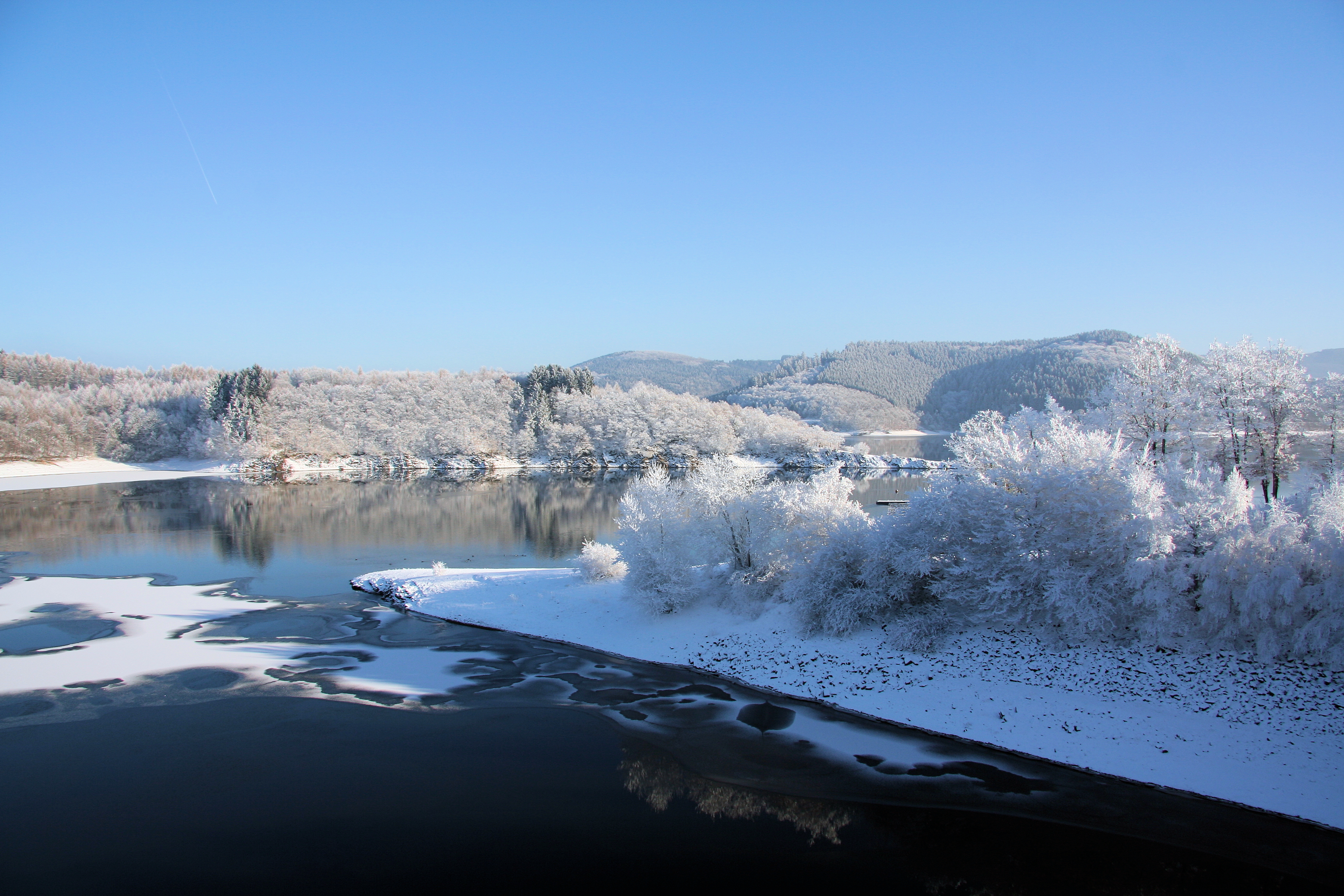
Winter am Biggesee

Die Biggetalsperre gehört zu den größten Talsperren in Deutschland und ist dem Stauvolumen nach die zweitgrößte in Nordrhein-Westfalen (siehe Liste von Talsperren in Deutschland). Sie liegt im Zentrum des Naturparks Ebbegebirge zwischen den Städten Attendorn im Norden und Olpe im Süden. Seit 1965 staut sie mit einem Felsschüttdamm den linken Nebenfluss der Lenne zum Biggesee, um die Wasserführung in der Lenne und der Ruhr mengenmäßig zu steuern und den Hochwasserschutz zu steigern. Betreiber und Eigentümer der auch kurz nur Bigge  genannten Talsperre ist der Ruhrverband mit Sitz in Essen, der insgesamt sieben weitere Talsperren im Sauerland betreibt. Als Besonderheit wurde beim Bau die ehemals eigenständige Listertalsperre als Vorbecken integriert.

## Geographische Lage
Die Biggetalsperre liegt im Südteil des Sauerlands zwischen den Städten Attendorn im Norden und Olpe im Süden. Sie erstreckt sich etwa im Zentrum des Naturparks Ebbegebirge. Durchflossen wird der Stausee vom Lenne-Zufluss Bigge und wird unter anderem von Bieke, Brachtpe, Bremgebach, Dumicke und Lister gespeist. Im Stausee befindet sich die etwa 34 ha große Gilberginsel.
An der Lister erstreckt sich westlich direkt an den Biggesee angrenzend auf dem Gebiet der Städte Drolshagen (Kreis Olpe) und Meinerzhagen (Märkischer Kreis) die ehemals selbstständige Listertalsperre.

## Schutzgebiete
Auf der Gilberginsel und der benachbarten Uferregion des Stausees liegt das Naturschutzgebiet Gilberginsel (CDDA-Nr. 163245; 1983 ausgewiesen; 96,37 ha groß). Der Biggesee und der Listersee mit Uferbereichen wurden erstmals 1988 als Landschaftsschutzgebiet Biggesee-Listersee (CDDA-Nr. 378681; 7,3779 km²) ausgewiesen. 2013 erfolgte eine erneute Ausweisung. Seitdem existiert dort das 7,38 km² große Landschaftsschutzgebiet Biggesee / Listersee.

## Zweck
Vor allem dient die Talsperre der Speicherung von Rohwasser für das Ruhrgebiet, um eine gleichmäßige Wassermenge in der Ruhr sicherzustellen. Aus dem Stausee können über Bigge und Lenne bis zu 40 % des erforderlichen Zuschusswassers aller Talsperren im Flusssystem der Ruhr abgegeben werden. Weiterhin ist eine wichtige Aufgabe der Hochwasserschutz. In der hochwassergefährdeten Zeit vom 1. November bis zum 1. Februar wird ein Hochwasserschutzraum von 32 Mio. m³ freigehalten; dieser wird in der Zeit vom 1. Februar bis zum 1. Mai für den Vollstau wieder freigegeben. Daneben erzeugt ein Wasserkraftwerk rund 22 Mio. kWh Strom im Jahr. Die Ausbauleistung der drei großen und einer kleinen Francis-Turbine beträgt 15,6 MW. Die Wasserentnahme aus dem Stausee erfolgt vorzugsweise über das Kraftwerk. Betreiber der Talsperre ist der Ruhrverband. Mit der benachbarten Listertalsperre bildet der Biggestausee ein großes Talsperrensystem.

## Bau der Biggetalsperre

### Geschichte und Beschreibung
1956 verabschiedete der Landtag von Nordrhein-Westfalen ein Gesetz für die Finanzierung der Biggetalsperre. Am 1. August 1956 trat das Biggetalsperrengesetz in Kraft. Danach waren die Stadtwerke verpflichtet, von jedem Wasserabnehmer im Versorgungsgebiet 1,2 Pfennig je m³ bezogenen Wassers als sogenannten „Biggepfennig“ zur Finanzierung des Talsperrenbaus einzuziehen. Zuletzt betrug der „Biggepfennig“ 1,79 ct/m³ und wurde Ende 2009 eingestellt. Die Baukosten beliefen sich insgesamt auf 250 Millionen Euro.
Der Bau der Biggetalsperre begann im Jahre 1956 und wurde 1965 beendet, die Planungen reichen allerdings bis ins Jahr 1938 zurück. 1939 wurde der sofortige Baubeginn angeordnet, wegen des Ausbruchs des Zweiten Weltkriegs aber nicht umgesetzt.
Die aus dem Jahre 1912 stammende Listertalsperre wurde zu einem Vorbecken der neu entstandenen Talsperre. Das Gesamtsystem umfasst ein Stauvolumen von 171,7 Mio. m³, davon entfallen 150,1 auf die Bigge- und 21,6 Mio. m³ auf die Listertalsperre. Somit ist die Biggetalsperre vom Fassungsvermögen die fünftgrößte Talsperre Deutschlands. Das Einzugsgebiet beider Talsperren umfasst ein Gebiet von 287 km². Die Stauseen selbst haben eine Wasserfläche von 8,76 km² bei einer Länge von etwa 20 km. Die größte Tiefe des Biggesees beträgt bei Vollstau rund 52 m.
Es wurden 4,4 km Bundesstraße, 14,8 km Landesstraße, 18,2 km Kreis- und Gemeindestraßen sowie 31 km Randwege, zusammen 68,4 km Straßen und Wege angelegt. Die Bahnstrecke Finnentrop–Freudenberg wurde im Bereich der Talsperre ebenfalls neu erbaut. Für die neuen Verkehrswege war der Bau acht großer Talbrücken und 24 kleinerer Brücken erforderlich.
Als Sperrbauwerk dient ein 52 m hoher Felsschüttdamm mit einer Asphaltbeton-Außendichtung. Im Jahr 2015 wurde der Biggehauptdamm umfassend saniert. Dafür wurde der Wasserspiegel um 15 Meter abgesenkt. Auf einer Fläche von 20.000 m² wurde die rissig gewordene Deckschicht abgefräst und neu asphaltiert. Der Ruhrverband investierte rund sieben Millionen Euro in die Sanierung.

### Versunkene Ortschaften
Rund 2550 Personen wurden für die Biggetalsperre in die neu erbauten Ortschaften Neu-Listernohl, Sondern-Hanemicke und Eichhagen umgesiedelt.
Folgende im Zuge des Baus der Talsperre abgerissene Dörfer und Weiler befanden sich ganz oder bereichsweise damals im Stauraum der heutigen Biggetalsperre oder der (folgend explizit erwähnten) Vorstaubecken:
- Ronnewinkel (Vorstaubecken Olpe)
- Hessenhammer (Vorstaubecken Olpe)
- Kirchesohl (Vorstaubecken Olpe)
- Eichhagen (Vorstaubecken Olpe)
- Stade (Vorstaubecken Olpe)
- Niederstenhammer
- Schneppenohl
- Hanemicke
- Hohen Hagen
- Welkenohl
- Howald
- Kessenhammer Mühle
- Sondern
- Bruchwalze
- Imminghausen
- Dumicketal
- Listernohl
- Klinke
- Alte Weuste (Vorstaubecken Listertalsperre)
- Neue Weuste (Vorstaubecken Listertalsperre)
- Ackerschott
- Maiwormshammer
- Langenohl
- Waldenburger Kapelle

## Tourismus
Im Lauf der Jahre haben sich Biggesee und Listertalsperre zu Touristenmagneten entwickelt. Neben der Möglichkeit des Wassersports (Segeln, Surfen, Rudern, Paddeln, Angeln und Tauchen) auf bzw. im Biggesee ist über die Jahre auch im Uferbereich eine touristische Infrastruktur gewachsen. Nachdem zunächst auf der Südseite investiert wurde (Renovierung des am Ufer gelegenen Freizeitbades in Olpe, Einrichtung eines beleuchteten Rundweges um das Vorstaubecken und Bau eines Gastronomie-Pavillons am Seeufer), kam es im Jahr 2009 auch am nördlichen Ufer des Sees zu Verbesserungen. Neben der Anschaffung der Wegebahn „Biggolino“, die seit Ostern 2009 zwischen der Atta-Höhle, Attendorn und dem Bigge-Staudamm verkehrt, wurde zusätzlich ein Café mit Seeblick auf der Dammkrone errichtet sowie der Biggerandweg in diesem Bereich beleuchtet.
Im Zuge der Regionale 2013 in Südwestfalen wurde das „Naturerlebnisgebiet Biggesee-Listersee“ geschaffen, um den Freizeitwert und die Tourismusangebote rund um den Stausee deutlich aufzuwerten. In diesem Zuge wurde unter anderem das Seeufer in Sondern umgestaltet.

### Badestellen
Die EU-Kommission bewertete die Wasserqualität im Biggesee im Jahr 2019 als „ausgezeichnet“. Öffentliche Badestellen gibt es im Attendorner Bereich am Schnütgenhof und im Gebiet der Stadt Olpe am Kessenhammer. Außerdem gibt es in Sondern ein Strandbad des Surfclubs Sauerland. Im Juni 2010 wurde durch das Anschütten von 1.500 Tonnen Sand das bestehende Strandbad „Waldenburger Bucht“ zu einem 7.000 m² großen Beach-Club umgebaut. Dieser ist der größte Deutschlands und verfügt über zwei Beach-Volleyball-Felder, Gastronomie und Kinderanimation.
Vier weitere Badestellen gibt es an der Listertalsperre, darunter drei im Stadtgebiet von Meinerzhagen und eine im Bereich der Stadt Drolshagen.
Es gibt zwei offizielle Tauchplätze, die Weuste und den Kraghammer Sattel, sowie eine Tauchschule bei der Campinganlage am „Sonderner Kopf“.

### Personenschifffahrt

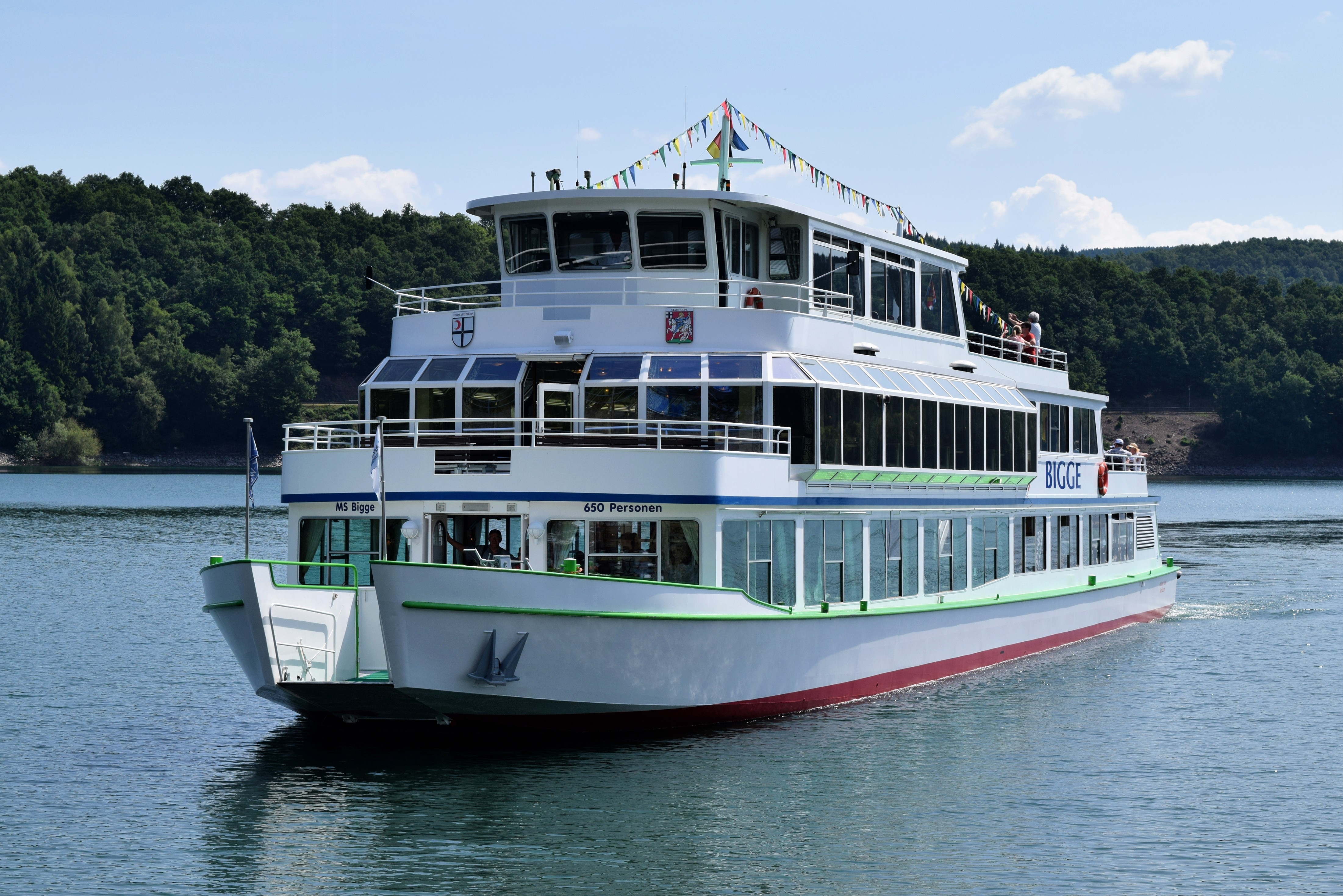
Personenschifffahrt auf dem Biggesee (2017)

Auf dem Biggesee verkehren von den Oster- bis zu den Herbstferien zwei Personenschiffe. Anlegestellen gibt es an der Seepromenade in Sondern, an der Talbrücke nördlich von Sondern sowie am Biggedamm bei Attendorn. Eine Rundfahrt dauert rund 90 Minuten.
Für den Linienverkehr wird die 1978 in Betrieb genommene MS Westfalen mit 750 Plätzen genutzt. Das 50 Meter lange und 300 Tonnen schwere Schiff wurde zuletzt 2023 umgebaut. Dabei wurde der Dieselantrieb durch Elektromotoren ausgetauscht.
Die 1982 getaufte MS Bigge ist mit einer Länge von 44 Metern etwas kleiner. Die beiden Außendecks wurden zur Sommersaison 2020 renoviert und neu gestaltet. Es wird hauptsächlich für Sonderfahrten genutzt.
In früheren Jahren gab es vier Schiffe: drei davon auf dem Hauptsee, ein Grachtenboot auf dem Vorstaubecken.

### Wander- und Radwegenetz
Die Biggetalsperre ist in das Wegenetz des Sauerländischen Gebirgsvereins (SGV) eingebunden. Die Hauptwanderwege 3 (Talsperrenweg), 20 (Volme-Höhen-Weg) und 22 (Kurkölner Weg) führen am Biggesee entlang. Außerdem betreut der SGV den 46 Kilometer langen Bigge-Lister-Weg, der am Ufer der Seen entlang und durch die umliegenden Wälder führt. Mit einem 18,5 Kilometer langen Pilger- und Erlebnispfad auf den Spuren des Sozialreformers Franz Hitze und dem Zwei-Burgen-Weg führen zudem zwei Themenwanderwege am Biggesee entlang.
Für Radfahrer ist der Bigge-Lister-Radring ausgeschildert. Die Seenroute führt auf einer Länge von 50 Kilometern größtenteils am Ufer entlang, auf der 15 Kilometer längeren Höhenroute werden Attendorn, Meinerzhagen, Olpe und Drolshagen angesteuert. Mit der 68 Kilometer langen Agger-Bigge-Runde gibt es zudem eine Verbindung zur Aggertalsperre, die unter anderem durch den Wegeringhauser Tunnel führt. Der Ruhr-Sieg-Radweg zwischen Meschede und Kirchen führt ebenfalls am Biggesee entlang.
Entlang des für Fußgänger und Radfahrer freigegebenen Seeuferwegs wurden Tafeln aufgestellt, die das Biggetal und seine Dörfer vor dem Bau des Sees zeigen.

### Biggeblick
Auf einem 388,6 m hohen Südwestsporn des Dünnekenbergs (390,3 m), der nahe der Kernstadt von Attendorn zwischen dem Staudamm der Biggetalsperre und der Waldenburger Bucht liegt, gibt es neben einer SGV-Hütte die am 3. Juli 2013 eingeweihte Aussichtsplattform Biggeblick (⊙), die als Skywalk errichtet wurde. Von dort fällt der Blick besonders auf den dammnahen Bereich des Biggesees (307,5 m) mit der Dammkrone (310,5 m) sowie unter anderem auch zur Gilberginsel (max. 360 m) und zur auf einem etwa 360 m hohen (namenlosen) Nordostsporn des Buchhagen (458,6 m) befindlichen Ruine Waldenburg. Die Stahlkonstruktion hat ein Gesamtgewicht von rund elf Tonnen.

Aussichtsplattform Biggeblick mit der Dammkrone des Absperrbauwerks

### Campingplätze
Viele Urlauber beziehen ihr Quartier auf den Campingplätzen um die beiden Seen herum, von denen sechs in unmittelbarer Nähe zum Wasser liegen.

### Open-Air-Konzerte

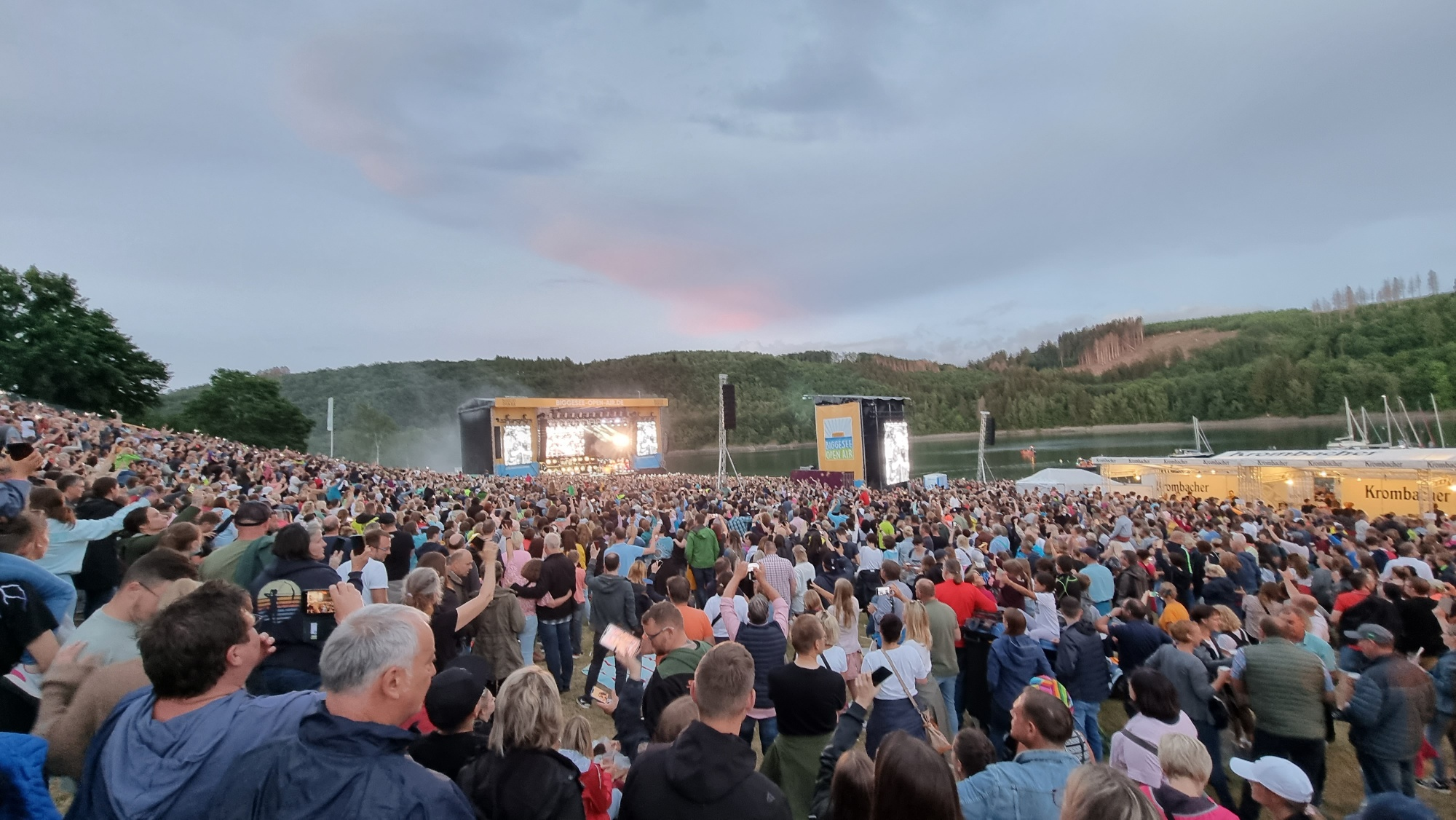
Mark Forster am Biggesee

Im Sommer 2022 fand zum ersten Mal das „Biggesee Open Air“ statt. Eigentlich sollte die Konzertreihe bereits im Sommer 2020 erstmals durchgeführt werden – wegen der COVID-19-Pandemie musste der Start aber um zwei Jahre verschoben werden:
Acts 2022:
- 16. Juni 2022 Bigge Comedy mit Atze Schröder
- 17. Juni 2022 Cro, MoTrip und Support
- 18. Juni 2022 Wincent Weiss, LEA und Joel Brandenstein
- 19. Juni 2022 Max Giesinger, JORIS und Support
- 23. Juni 2022 James Blunt
- 24. Juni 2022 Mark Forster
- 25. Juni 2022 Bigge Dance mit Paul van Dyk, Danny Ávila, u. v. m.
- 26. Juni 2022 Bigge Singt! mit Maybebop

## Verkehr

### Schienen- und Busverkehr

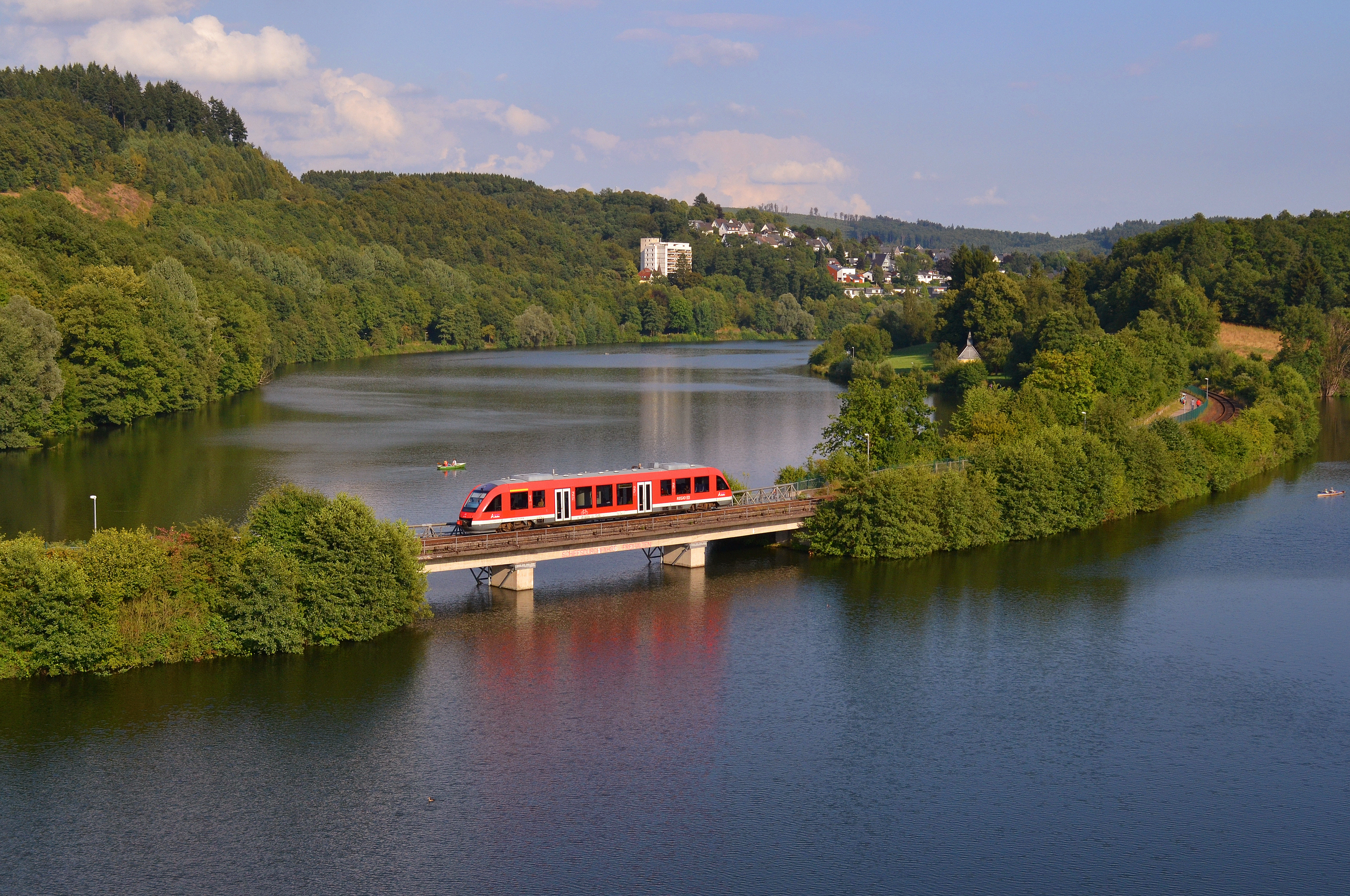
Eine Regionalbahn der DB als „Biggesee-Express“ bei Olpe.

Der Biggesee liegt an der eingleisigen Bahnstrecke Finnentrop–Freudenberg, die bis Olpe stündlich im Schienenpersonennahverkehr vom Biggesee-Express (RB 92) mit LINT-41-Triebzügen der Hessischen Landesbahn (HLB) befahren wird. Ziel ist der Bahnhof Finnentrop mit Anschluss an den Dortmund-Siegerland-Express (RE 34). In Sondern befindet sich ein Haltepunkt am Stausee, der einen direkten Umstieg von der Bahn auf Passagierschiffe ermöglicht und die einzige derartige Station in Nordrhein-Westfalen ist.
Die Bahnlinie musste für den Bau des Stausees aus dem Tal an die Hänge westlich des heutigen Ufers verlegt werden. Die Deutsche Bundesbahn baute dafür zwischen 1957 und 1965 unter anderem drei Tunnel und in Sondern ein neues Bahnhofsgebäude, das in Erwartung zahlreicher Badegäste und weiterer Touristen großzügig angelegt wurde. Eine architektonische Besonderheit sind die beiden doppelstöckigen Betonbrücken über zwei Arme des Sees, in denen Lister und Dumicke münden. Auf der unteren Ebene verläuft die Bahn, darüber die Straße.
Im Straßenpersonennahverkehr verkehren Buslinien der Verkehrsbetriebe Westfalen-Süd (VWS) und der Busverkehr Ruhr-Sieg GmbH (BRS). Außerdem fahren Linien von Regionalverkehr Köln am Biggesee.
Schienen- und Straßenpersonennahverkehr sind Teil des Westfalentarifs.

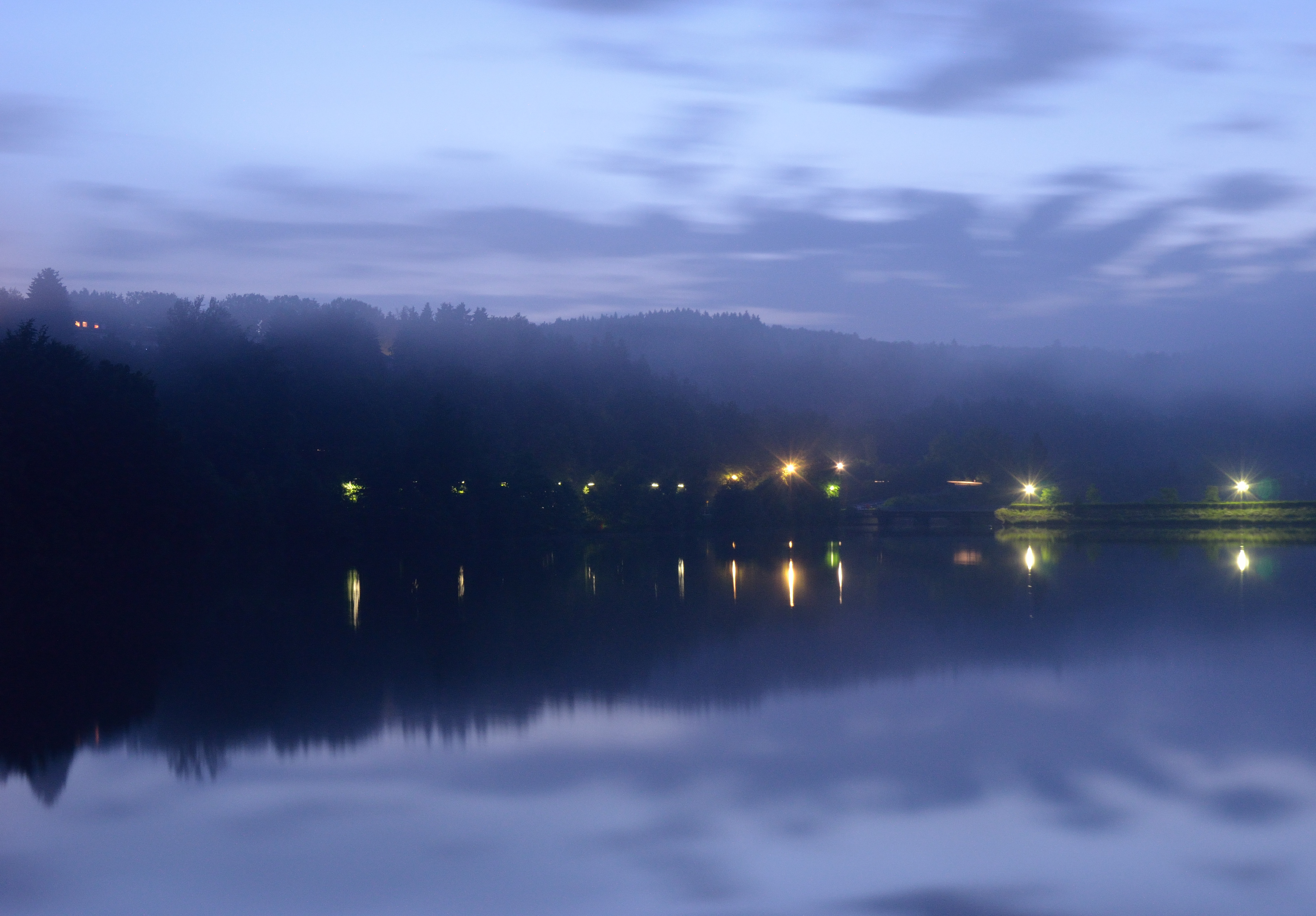
Biggesee im Nebel

### Straßen
Die Biggetalsperre liegt unweit der A 45 (Sauerlandlinie), die Dortmund mit Aschaffenburg verbindet. Die Talsperre ist über die Anschlussstellen Olpe (18), Drolshagen (17) und Meinerzhagen (16) erreichbar.
Die Trasse der in diesem Abschnitt gleich verlaufenden Bundesstraßen 54 (Hagen-Olpe-Siegen) und 55 (Olpe-Lennestadt-Meschede) führt mit der Ronnewinkeler Talbrücke über den südlichen Teil des Biggesees. Des Weiteren führt die Landesstraße L 512 am linken Ufer von Olpe nach Attendorn.

## Filme
- Die Menschen und der See – Landschaftsraum Bigge-Lister, 2013, DVD mit Begleitheft; eine Produktion des LWL-Medienzentrum für Westfalen
- Ruhrtalsperrenverein, 1966, Youtube, Ein Tal versinkt im See – Bau der Biggetalsperre – Teil 1: Wasserbautechnische Arbeiten
- Film über den Tunnel- und Brückenbau bei der Verlegung Biggetalbahn, Youtube, Landschaft aus Menschenhand
- Ruhrverband, 2016, Youtube, Die Biggetalsperre – Natur und Technik